# 石泉軍
石泉军，中国宋朝的行政区划——军。
北宋政和七年（1117年），分绵州的神泉县、龙安县（宣和元年改名安昌县）和茂州的石泉县设置石泉军，治所在石泉县（今四川省北川羌族自治县治城镇），属成都府路。宣和三年（1121年），降石泉军为军使。宣和七年（1125年），复为石泉军，安昌县恢复为龙安县。南宋宝祐三年（1255年），石泉军迁治龙安县城（今四川省安县永安乡向阳村）。元朝中统五年（即南宋景定五年，1264年），蒙古帝国升石泉军为安州。